# Amor, amor, amor
Amor, amor, amor is een single van de Nederlandse zanger André Hazes uit 1982. Het stond in hetzelfde jaar als eerste track op het album Met liefde, waar het de tweede single van was, na Diep in mijn hart.

## Achtergrond
Amor, amor, amor is geschreven door André Hazes en Camilo Blanes en geproduceerd door Tim Griek. Het is een Nederlandse bewerking door Hazes van Amor no me ignores van Camilo Sesto. Het nummer gaat over twee personen die niet elkaars taal spreken, maar wel elkaar lief hebben. Het enige woord wat de Nederlandssprekende zanger wel heeft begrepen is de koosnaam amor. Het nummer volgde na de successingle Diep in mijn hart en behaalde zelf ook successen. Het kwam tot de achtste positie in de Nationale Hitparade, waarin het zeven weken stond. Het was vijf weken lang in de Top 40 te vinden, waar het reikte tot de elfde positie. Buiten Nederland waren er geen andere hitnoteringen.